# Michael Dorn
Michael Dorn (ur. 9 grudnia 1952 w Luling w Teksasie w USA) – amerykański aktor filmowy, telewizyjny i dubbingowy, reżyser, producent i scenarzysta filmowy. Najbardziej znany z roli Klingona Worfa w produkcjach Star Trek.

## Życiorys

### Wczesne lata
Urodził się w Luling w stanie Teksas jako syn Allie Lee (z domu Nauls) oraz Fentressa Dorna Juniora. Dorastał w Pasadenie w stanie Kalifornia, tam także studiował produkcję radiową i telewizyjną na Pasadena City College, nie planując jednak kariery aktorskiej. Po ukończeniu studiów działał jako muzyk rockowy, będąc członkiem kilku kalifornijskich zespołów.

### Kariera
Zadebiutował na dużym ekranie niewielką rolą ochroniarza Apollo Creeda w filmie Rocky (1976), przy czym nie został wymieniony w napisach końcowych. W następnym roku wystąpił w epizodycznej roli w horrorze science-fiction Diabelskie nasienie. Pojawił się też jako gość w operze mydlanej W.E.B. (1978). Na planie serialu zwrócić na siebie uwagę producenta telewizyjnego, który zapoznał Dorna z agentem, a ten zorganizował mu lekcje aktorskie. Dorn następnie przez sześć miesięcy doskonalił warsztat pod okiem Charlesa E. Conrada. W 1979 zagrał swoją pierwszą regularną rolę, oficera Turnera w serialu CHiPs, w którym występował przez trzy sezony. W pierwszej połowie lat 80. grał głównie epizodyczne role w serialach telewizyjnych. W 1985 roku pojawił się w filmie Nóż Richarda Marquanda.
Przełom w karierze aktorskiej Dorna nastąpił w 1987 roku, gdy wcielił się w rolę Worfa w serialu Star Trek: Następne pokolenie. Wychowany przez ludzi klingoński oficer Gwiezdnej Floty stał się postacią, dzięki której aktor zyskał największy rozgłos. Bohater stał się na tyle popularny i lubiany wśród fanów franczyzy, że Dorn dołączył do obsady kolejnego serialu – Star Trek: Stacja kosmiczna, aby podnieść wyniki oglądalności. Wystąpił w 175 odcinkach serialu Star Trek: Następne pokolenie, a także w 102 odcinkach serialu Star Trek: Stacja kosmiczna i w pięciu filmach Star Trek. W filmie Star Trek VI: Wojna o pokój (1991) wcielił się w pułkownika Worfa, przodka bohatera znanego z pozostałych produkcji Star Trek. Wyreżyserował także następujące odcinki serialu Star Trek: Stacja kosmiczna: „In the Cards”, „Inquisition” i „When It Rains...”, jak również odcinek serialu Star Trek: Enterprise pt. „Two Days and Two Nights”. Jest również jednym z sześciu aktorów, którzy użyczyli swojego głosu w Star Trek: Captain's Chair, wirtualnym przewodniku po mostkach pięciu statków kosmicznych z uniwersum Star Trek, w którym ponownie wcielił się w rolę komandora porucznika Worfa. W 2014 wziął udział w odcinku produkowanej przez fanów serii Star Trek Continues pt. Fairest of Them All, użyczając głosu komputerowi Enterprise z równoległego wszechświata. W 2012 wyraził chęć powrotu do swojej sztandarowej roli w serialu telewizyjnym wstępnie zatytułowanym jako Star Trek: Captain Worf. W kwietniu 2022 ogłoszono, że powróci do roli Worfa w trzecim sezonie serialu Star Trek: Picard (2023).
Wcielając się po raz kolejny w postać Worfa, pojawił się również w sitcomach Webster oraz Głowa rodziny, w tym ostatnim wspólnie z innymi gwiazdami serialu Star Trek: Następne pokolenie. W latach 2011–2015 pojawiał się regularnie w serialu Castle w roli doktora Carvera.
Znany jest także jako aktor głosowy. W latach 90. zaczął regularnie udzielać głosu w animowanych serialach telewizyjnych; wystąpił m.in. jako cyborg Coldstone w serialu Gargoyles (1994–1997), Gorgon w dwóch odcinkach Fantastycznej Czwórki (1994–1996) oraz w podwójnej roli jako złoczyńca Kalibak i superbohater John Henry Irons w serialu Superman (1996–2000). Udzielił głosu tytułowej postaci w serialu Jam Łasica (1997−2000). Po 2000 roku kontynuował pracę w dubbingu, choć często występując w rolach epizodycznych. Użyczył głosu postaciom, takim jak: Łowca Kraven w serialu Spider-Man (2003), Fright Knight w Danny Fantom (2004–2007) oraz Bane w serialu Batman: Odważni i bezwzględni (2008–2011). W 2011 użyczył głosu postaci Ronana Oskarżyciela w ostatnim sezonie serialu The Super Hero Squad Show, w latach 2015–2016 – kapitanowi Mozarowi w serialu Teenage Mutant Ninja Turtles, w latach 2016–2017 – Prometeuszowi w serialu Arrow, w 2017 – autobotowi Fortressowi Maximusowi w serialu internetowym Transformers: Titans Return, w latach 2017–2018 – Atrocitus w serialu Justice League Action (2016−2018), a w latach 2017–2019 – Bupu w serialu Lwia Straż (2016–2019).

### Inna działalność
Wystąpił w reklamie telewizyjnej szamponów T/Gel firmy Neutrogena (1996), a także w reklamie samochodu Dodge Dart.

## Życie prywatne
Niechętnie wypowiada się na temat swojego życia prywatnego.
Jest członkiem organizacji Aircraft Owners and Pilots Association (AOPA) i doskonałym pilotem. Latał w zespołach akrobacyjnych Blue Angels oraz Thunderbirds. Sam był także właścicielem kilku samolotów, w tym North American F-86 Sabre (który nabył od Południowoafrykańskich Sił Powietrznych, lecz później sprzedał w 1998), North American Sabreliner, a także Lockheed T-33 Shooting Star. Aktywnie uczestniczy w wielu organizacjach lotniczych, z których jedną jest Air Force Aviation Heritage Foundation - zasiada w jej radzie nadzorczej. Udzielił wywiadu w „Private Jets”, odcinku serialu Cuda współczesności na stacji The History Channel.
W jednym z wywiadów w 2010 przyznał, że został u niego zdiagnozowany rak prostaty we wczesnym stadium, co skłoniło go do przejścia na dietę wegańską.

## Filmografia[2]
| Filmy |                                                                 |                                      |                                                 |                                          |
| Rok   | Tytuł oryginalny                                                | Tytuł polski                         | Rola                                            | Uwagi                                    |
| 1976  | Rocky                                                           | -                                    | Ochroniarz Apollo Creeda                        | Debiut filmowy, niewymieniony w napisach |
| 1977  | Demon Seed                                                      | Diabelskie nasienie                  |                                                 | Niewielka rola, niewymieniony w napisach |
| 1985  | Jagged Edge                                                     | Nóż                                  | Dan Hislan                                      |                                          |
| 1991  | Star Trek VI: The Undiscovered Country                          | Star Trek VI: Wojna o pokój          | Adwokat w obronie klingońskiej (pułkownik Worf) |                                          |
| 1994  | Star Trek Generations                                           | Star Trek VII: Pokolenia             | Komandor porucznik Worf                         |                                          |
| 1995  | Timemaster                                                      | -                                    | Chairman                                        |                                          |
| 1996  | Star Trek: First Contact                                        | Star Trek VIII: Pierwszy kontakt     | Komandor porucznik Worf                         |                                          |
| 1997  | Menno's Mind                                                    | Podwójna świadomość                  | Simon, przyjaciel Menno                         |                                          |
| 1998  | Star Trek: Insurrection                                         | Star Trek IX: Rebelia                | Komandor porucznik Worf                         |                                          |
| 2000  | Shadow Hours                                                    | W mrokach nocy                       | Detektyw Thomas Greenwood                       |                                          |
| 2000  | The Prophet's Game                                              | Zagadka proroka                      | Bob Bowman                                      |                                          |
| 2001  | The Gristle                                                     | -                                    | Tar                                             |                                          |
| 2001  | Mach 2                                                          | Granice ryzyka                       | Rogers                                          |                                          |
| 2001  | Ali                                                             | -                                    | Czarny pilot                                    |                                          |
| 2002  | Face Value                                                      | Pozory mylą                          | Płatny zabójca                                  |                                          |
| 2002  | Star Trek: Nemesis                                              | Star Trek X: Nemesis                 | Komandor porucznik Worf                         |                                          |
| 2002  | The Santa Clause 2                                              | Śnięty Mikołaj 2                     | Piaskowy dziadek                                |                                          |
| 2003  | Shade                                                           | Pokerzyści                           | Jack Thornhill                                  |                                          |
| 2003  | Lessons For an Assassin                                         | -                                    | Quinn                                           |                                          |
| 2003  | The Interplanetary Surplus Male and Amazon Women of Outer Space | -                                    | Barman Sam                                      | Film wydany bezpośrednio na DVD          |
| 2005  | Heart of the Beholder                                           | -                                    | Porucznik Larson                                |                                          |
| 2005  | Thru the Moebius Strip                                          | -                                    | King Tor (głos)                                 |                                          |
| 2006  | The Santa Clause 3: The Escape Clause                           | Śnięty Mikołaj 3: Uciekający Mikołaj | Piaskowy człowiek                               |                                          |
| 2007  | Fist of the Warrior                                             | Pięść wojownika                      | Arnold Denton                                   |                                          |
| 2007  | Night Skies                                                     | -                                    | Kyle                                            |                                          |
| 2007  | The Deep Below                                                  | -                                    | Carl Bennett                                    |                                          |
| 2009  | Bionicle: The Legend Reborn                                     | Bionicle: Odrodzenie legendy         | Mata Nui (głos)                                 | Film wydany bezpośrednio na DVD          |
| 2012  | Strange Frame                                                   | -                                    | Guardship Commander                             |                                          |
| 2015  | Ted 2                                                           | -                                    | Rick                                            |                                          |
| 2017  | The Man from Earth: Holocene                                    | -                                    | Dr Parker                                       |                                          |
| 2019  | Wonder Woman: Bloodlines                                        | -                                    | Ferdinand (głos)                                | Film wydany bezpośrednio na DVD          |
| 2020  | Unbelievable!!!!!                                               | -                                    | Dr Deystrum                                     |                                          |
| 2021  | Agent Revelation                                                | -                                    | Alastair                                        |                                          |

| Telewizja |                                     |                                  |                                    |                                                        |
| Rok       | Tytuł oryginalny                    | Tytuł polski                     | Rola                               | Uwagi                                                  |
| 1979–1982 | CHiPs                               | -                                | Oficer Jebediah Turner             | 31 odcinków                                            |
| 1981      | Knots Landing                       | -                                | Sanitariusz                        | Odcinek: „The Vigil”                                   |
| 1983      | Emerald Point N.A.S.                | -                                | Operator                           | Odcinek: 1.9                                           |
| 1984      | ABC Afterschool Specials            | -                                | Dr Bennett                         | Odcinek: „The Hero Who Couldn’t Read”                  |
| 1985      | 227                                 | -                                | Przyjaciel Lestera                 | 1 odcinek                                              |
| 1985      | Hunter                              | Detektyw Hunter                  | Policjant patrolujący ulice        | Odcinek: „Waiting for Mr. Wrong”                       |
| 1986–1987 | Days of Our Lives                   | Dni naszego życia                | Jimmy                              |                                                        |
| 1987–1994 | Star Trek: The Next Generation      | Star Trek: Następne pokolenie    | Porucznik Worf                     | Jedna z głównych ról, 7 sezonów                        |
| 1988      | Reading Rainbow                     | -                                | (on sam)                           | Odcinek: „The Bionic Bunny Show”                       |
| 1989      | Webster                             | -                                | Porucznik Worf                     | Odcinek: „Webtrek”                                     |
| 1991–1994 | Dinosaurs                           | -                                |                                    |                                                        |
| 1994      | SWAT Kats: The Radical Squadron     | SWAT Kats: Radykalny szwadron    | Mutilor                            | Odcinek: „When Strikes Mutilor”                        |
| 1994–1997 | Gargoyles                           | Gargulce                         | Coldstone / Taurus                 |                                                        |
| 1995      | Amanda and the Alien                | -                                | Porucznik Vint                     | Film telewizyjny                                       |
| 1995      | World of Wonder                     | -                                | (on sam) - gospodarz               | Program naukowy na Discovery Channel                   |
| 1995–1996 | Fantastic Four                      | Fantastyczna Czwórka             | Gorgon                             | 2 odcinki                                              |
| 1995–1999 | Star Trek: Deep Space Nine          | Star Trek: Stacja kosmiczna      | Komandor porucznik Worf            | Jedna z głównych ról, 4 sezony                         |
| 1995      | The Outer Limits                    | Po tamtej stronie                | Pete Claridge                      | Odcinek: „The Voyage Home”                             |
| 1996      | Adventures from the Book of Virtues | Opowieści z księgi cnót          | Apollo                             | 1 odcinek                                              |
| 1996      | Captain Simian & the Space Monkeys  | Kapitan Simian i kosmiczne małpy | Lord Nebula                        | 2 odcinki                                              |
| 1996–2000 | Superman: The Animated Series       | Superman                         | Kalibak i John Henry Irons / Steel |                                                        |
| 1997      | Street Fighter                      | -                                | The Warrior King                   | 1 odcinek                                              |
| 1997–2000 | I Am Weasel                         | Jam łasica                       | Łasica / dodatkowe głosy           | Główna rola                                            |
| 1998      | Haunted History                     | -                                | Narrator (głos)                    | Odcinek: „Haunted History: Charleston”                 |
| 1998–1999 | Hercules                            | Herkules                         | Minotaur (głos)                    | 2 odcinki                                              |
| 2000      | Martial Law                         | Stan wyjątkowy                   |                                    |                                                        |
| 2001      | 7th Heaven                          | Siódme niebo                     | Pan Johnson                        |                                                        |
| 2002      | Through the Fire                    | -                                | Michael Collins                    | Film telewizyjny                                       |
| 2003      | Justice League                      | Liga Sprawiedliwych              | Kalibak (głos)                     | 2 odcinki                                              |
| 2003      | Kim Possible: A Sitch in Time       | Kim Kolwiek: Było, jest i będzie | Rufus 3000 (głos)                  | Film telewizyjny                                       |
| 2003      | Spider-Man: The New Animated Series | Spider-Man                       | Łowca Kraven (głos)                | 2 odcinki                                              |
| 2003–2005 | Duck Dodgers                        | Kaczor Dodgers                   | Martian Centurian Robots (głos)    | Główna rola                                            |
| 2004–2005 | Megas XLR                           | -                                |                                    | 2 odcinki                                              |
| 2004–2007 | Danny Phantom                       | Danny Fantom                     | Fright Knight (głos)               | 3 odcinki                                              |
| 2005      | Justice League Unlimited            | Liga Sprawiedliwych bez granic   | Kalibak (głos)                     | Odcinek: „The Ties That Bind”                          |
| 2005      | Descent                             | Zagłada                          | Generał Fielding                   | Film telewizyjny                                       |
| 2005      | Family Guy                          | Głowa rodziny                    | Porucznik Worf (głos)              | Odcinek: „Peter's Got Woods”                           |
| 2006      | All You’ve Got                      | -                                | Kapitan straży Diaz                | Film telewizyjny                                       |
| 2006      | A.I. Assault                        | Bunt maszyn                      | Generał Buskirk                    | Film telewizyjny                                       |
| 2006      | Fallen Angels                       | Upadłe anioły                    | Taylor                             | Film telewizyjny                                       |
| 2007      | Squirrel Boy                        | Wiewiórek                        | Reuben Belmont (głos)              |                                                        |
| 2007      | Ben 10                              | -                                |                                    |                                                        |
| 2007      | Without a Trace                     | Bez śladu                        | Nathan Riggs                       | Odcinek: „Absolom”                                     |
| 2008–2009 | Heroes                              | Herosi                           | Prezydent USA                      | 2 odcinki                                              |
| 2009      | Batman: The Brave and the Bold      | Batman: Odważni i bezwzględni    | Bane / Vandal Savage (głosy)       | Odcinek: „Menace of the Conqueror Caveman”             |
| 2009      | Heroes                              | Herosi                           | Prezydent USA                      | Odcinek: „An Invisible Thread”                         |
| 2009      | Family Guy                          | Głowa rodziny                    | (on sam) (głos)                    | Odcinek: „Not All Dogs Go to Heaven”                   |
| 2010      | Adventure Time                      | Pora na przygodę!                | Gork (głos)                        | Odcinek: „Freak City”                                  |
| 2010      | It's a Trap!                        | -                                | Porucznik Worf                     |                                                        |
| 2011–2015 | Castle                              | -                                | Dr Carver Burke                    | 6 odcinków                                             |
| 2011      | Winx Club                           | Klub Winx                        | Lord Darkar (głos)                 |                                                        |
| 2012      | Regular Show                        | Zwyczajny serial                 | Thomas the Demon                   | 2 odcinki                                              |
| 2014      | Regular Show                        | Zwyczajny serial                 | Thomas the Demon                   | 2 odcinki                                              |
| 2014      | Ben 10: Omniverse                   | -                                | Dr Viktor / hydraulik (głosy)      | 2 odcinki                                              |
| 2015–2016 | Teenage Mutant Ninja Turtles        | -                                | Kapitan Mozar (głos)               |                                                        |
| 2016–2017 | Arrow                               | -                                | Prometheus (głos)                  | Niewymieniony w napisach                               |
| 2017      | Supergirl                           | -                                | Prometheus (głos)                  | Odcinek: „Crisis on Earth-X”, niewymieniony w napisach |
| 2017      | Transformers: Titans Return         | -                                | Fortress Maximus (głos)            | Produkcja internetowa                                  |
| 2017–2019 | The Lion Guard                      | Lwia Straż                       | Bupu (głos)                        |                                                        |
| 2018      | OK K.O.! Let's Be Heroes            | OK K.O.! Po prostu walcz         | Red Strike / Jam Łasica (głosy)    | Odcinek: „Crossover Nexus”                             |
| 2021      | Invincible                          | Niezwyciężony                    | Thokk / Bojowa Bestia (głosy)      | Odcinek: „That Actually Hurt”                          |
| 2023      | Star Trek: Picard                   | -                                | Worf                               | 3 sezon                                                |

| Gry wideo |                                                |              |                          |       |
| Rok       | Tytuł oryginalny                               | Tytuł polski | Rola                     | Uwagi |
| 1993      | Gabriel Knight: Sins of the Fathers            | -            | Dr John                  |       |
| 1993      | Stellar 7: Draxon's Revenge                    | -            | Narrator                 |       |
| 1995      | Mission Critical                               | -            | Kapitan Stephen R. Dayna |       |
| 1995      | Star Trek: The Next Generation – A Final Unity | -            | Porucznik Worf           |       |
| 1996      | Vikings: The Strategy of Ultimate Conquest     | -            | Narrator                 |       |
| 1997      | Star Trek Generations                          | -            | Komandor porucznik Worf  |       |
| 1998      | Fallout 2                                      | -            | Marcus / Frank Horrigan  |       |
| 2000      | Star Trek: Armada                              | -            | Ambasador Worf           |       |
| 2000      | Star Trek: Klingon Academy                     | -            | Thok Mak                 |       |
| 2000      | Star Trek: Deep Space Nine: The Fallen         | -            | Komandor porucznik Worf  |       |
| 2000      | Star Trek: Invasion                            | -            | Komandor porucznik Worf  |       |
| 2001      | Emperor: Battle for Dune                       | -            | Duke Achillus            |       |
| 2004      | World of Warcraft                              | -            | różne postacie           |       |
| 2006      | Star Trek: Legacy                              | -            | Worf                     |       |
| 2008      | Saints Row 2                                   | -            | Maero                    |       |
| 2008      | Lego Indiana Jones: The Original Adventures    | -            | Kazim                    |       |
| 2010      | Mass Effect 2                                  | -            | Gatatog Uvenk            |       |
| 2010      | Fallout: New Vegas                             | -            | Marcus                   |       |
| 2010      | StarCraft II: Wings of Liberty                 | -            | Tassadar                 |       |
| 2013      | Saints Row IV                                  | -            | Maero                    |       |
| 2013      | Star Trek: Online                              | -            | Ambasador Worf           |       |
| 2015      | Infinite Crisis                                | -            | Swamp Thing              |       |
| 2015      | Code Name: S.T.E.A.M.                          | -            | John Henry               |       |
| 2016      | Master of Orion: Conquer the Stars             | -            | Narrator                 |       |
| 2017      | XCOM 2: War of the Chosen                      | -            | Pratal Mox               |       |
| 2018      | Lego DC Super-Villains                         | -            | Kalibak                  |       |
| 2019      | Indivisible                                    | -            | Ravannavar               |       |